# Médaille de l'Atlantique sud

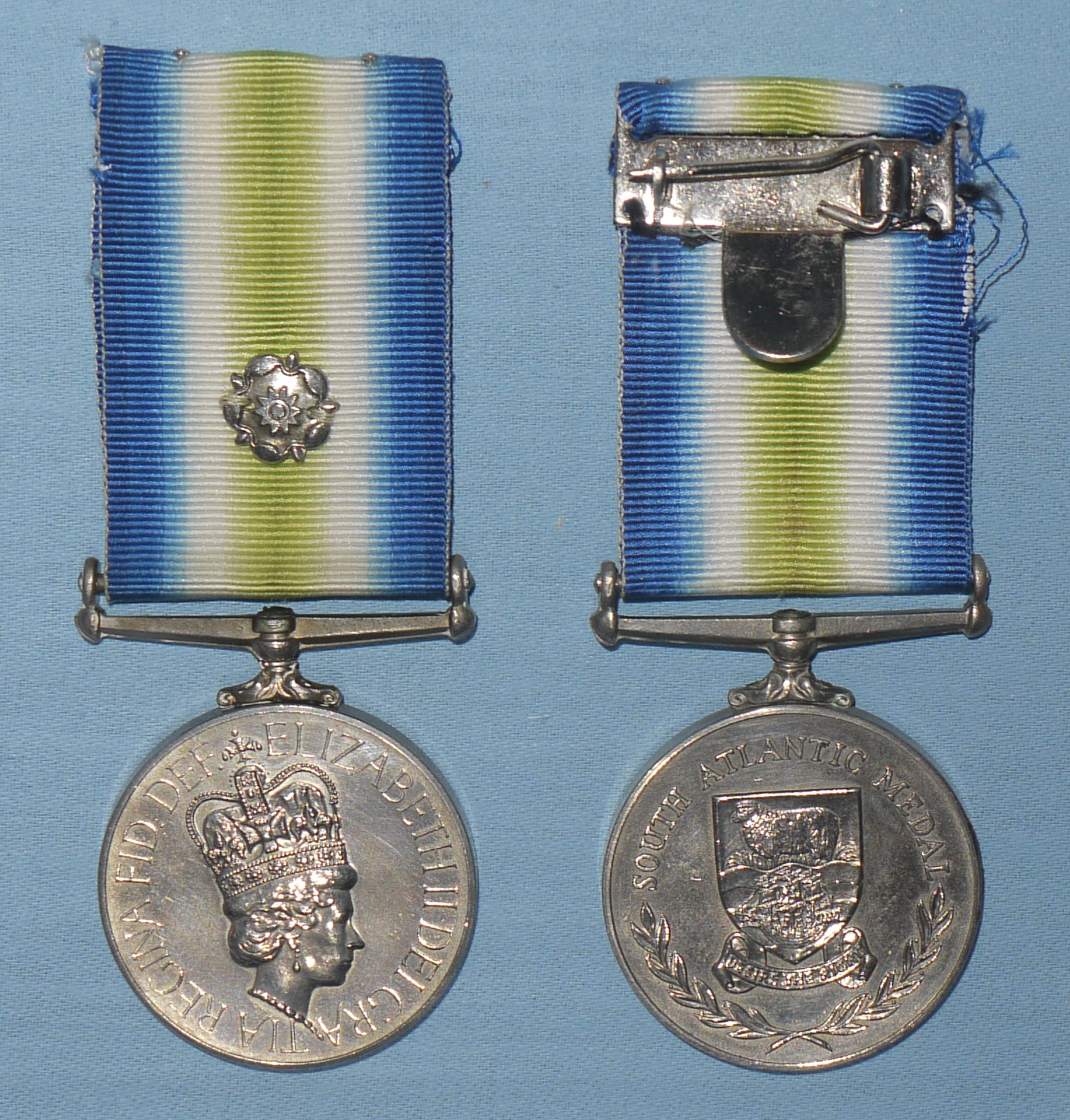
Une paire de médailles de l'Atlantique sud.

La médaille de l'Atlantique sud est une médaille militaire de campagne britannique décernée aux militaires et aux civils ayant servi durant la Guerre des Malouines(Falklands Islands en Anglais), qui opposa en 1982 le Royaume-Uni à l'Argentine. Cette médaille a été décernée à 29 700 personnes.

## Description
La médaille se présente sous la forme d'une pièce en cupronickel, de 36 mm de diamètre frappé par le Royal Mint. L'avers représente une effigie couronnée de la reine Élisabeth II tandis que sur le revers, figurent les armoiries des îles Malouines(Falklands Islands en Anglais) surmontées de la mention « South Atlantic Medal ».
Le ruban est constitué d'une bande centrale de couleur sea green (verte), entourée de deux bandes blanches, elles-mêmes encadrées par deux bandes bleue empire. Une éventuelle rosette peut se rajouter sur le ruban.

## Critères d'attribution
La médaille avec rosette est attribuée pour un seul jour de service en opération au sud de l'île de l'Ascension ou sur les îles Malouines ou leur dépendance, au sud du 35e parallèle Sud et au nord du 60e parallèle Sud. Le service doit avoir commencé entre le 2 avril et le 14 juin 1982 et s'être terminé avant le 12 juillet 1982.
La médaille sans rosette est attribuée pour 30 jours de service dans les mêmes conditions.